# Chojnik (województwo małopolskie)
Chojnik – wieś w Polsce położona w województwie małopolskim, w powiecie tarnowskim, w gminie Gromnik.
| SIMC    | Nazwa      | Rodzaj    |
| ------- | ---------- | --------- |
| 0820499 | Babia Góra | część wsi |
| 0820507 | Baboniówka | część wsi |
| 0820513 | Borycze    | część wsi |
| 0820520 | Dąbrowy    | część wsi |
| 1050968 | Góra       | część wsi |
| 0820536 | Lataniny   | część wsi |
| 0820542 | Zadziele   | część wsi |
| 0820559 | Zagumnie   | część wsi |

W latach 1975–1998 miejscowość administracyjnie należała do województwa tarnowskiego.

## Zabytki
Obiekty wpisane do rejestru zabytków nieruchomych województwa małopolskiego.
- Cmentarz wojenny nr 148 – Chojnik
- Cmentarz wojenny nr 150 – Chojnik

## Religia
W miejscowości znajduje się rzymskokatolicka parafia Matki Bożej Częstochowskiej.

## Galeria zdjęć

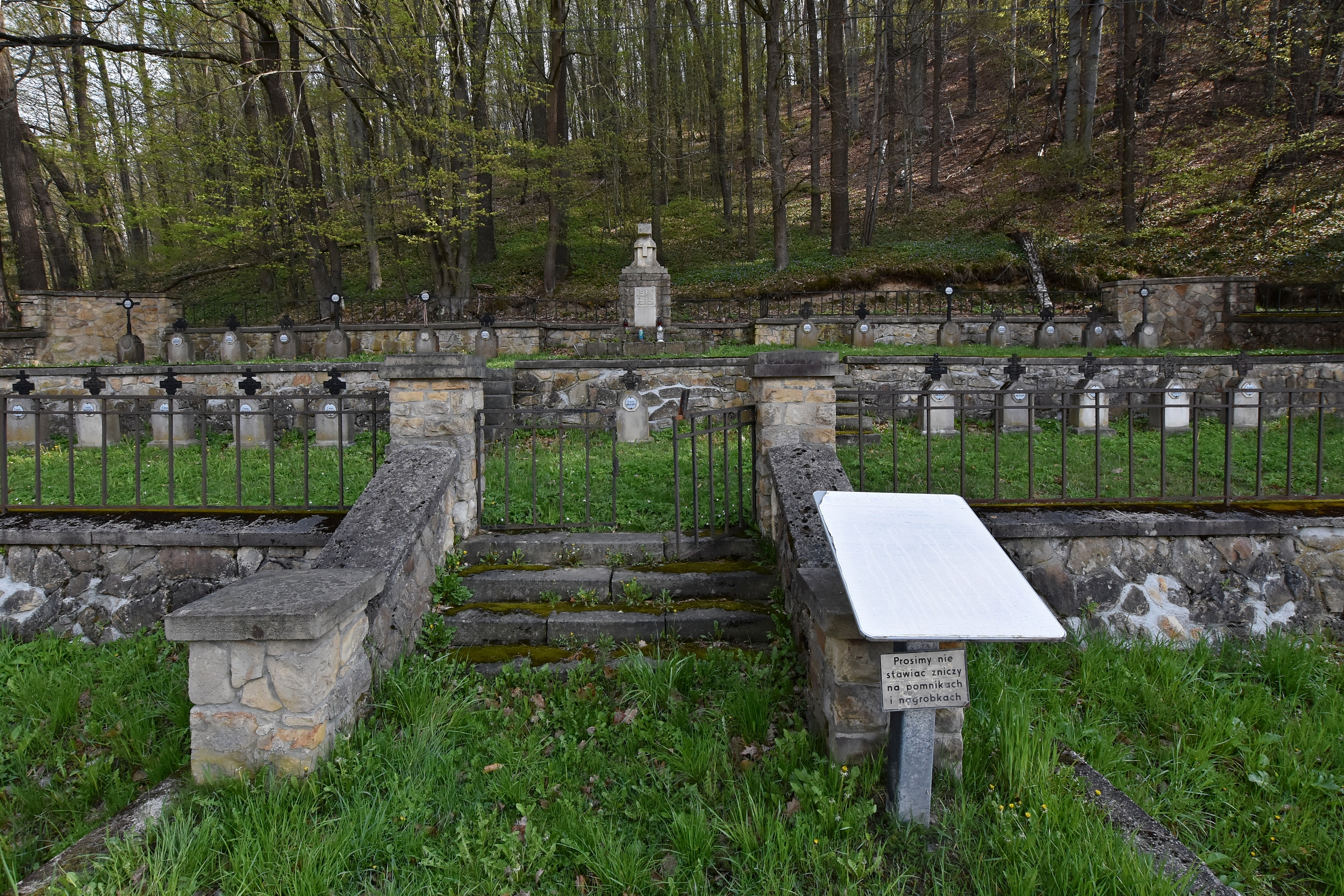
Cmentarz wojenny nr 150 – Chojnik
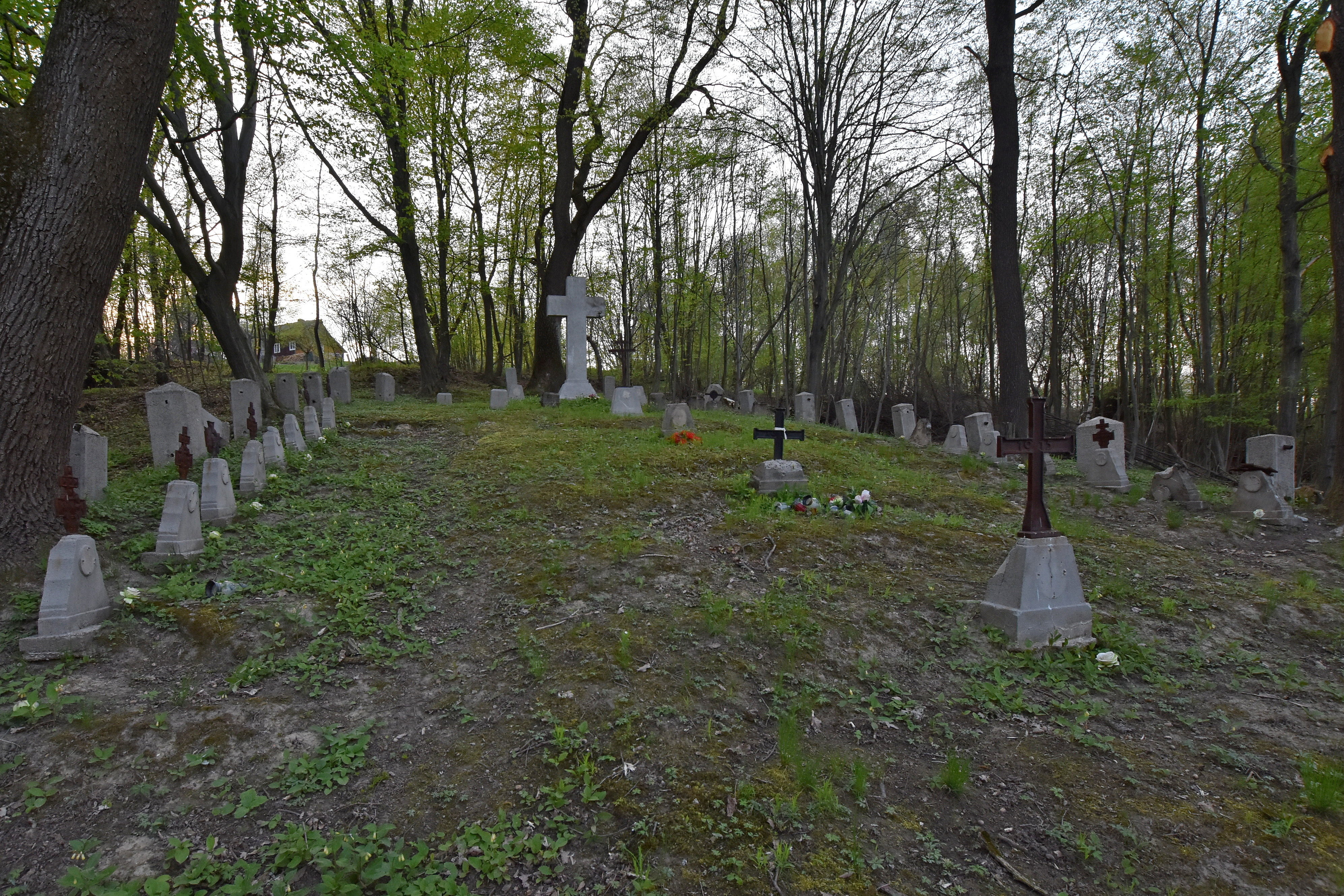
Cmentarz wojenny nr 148 – Chojnik
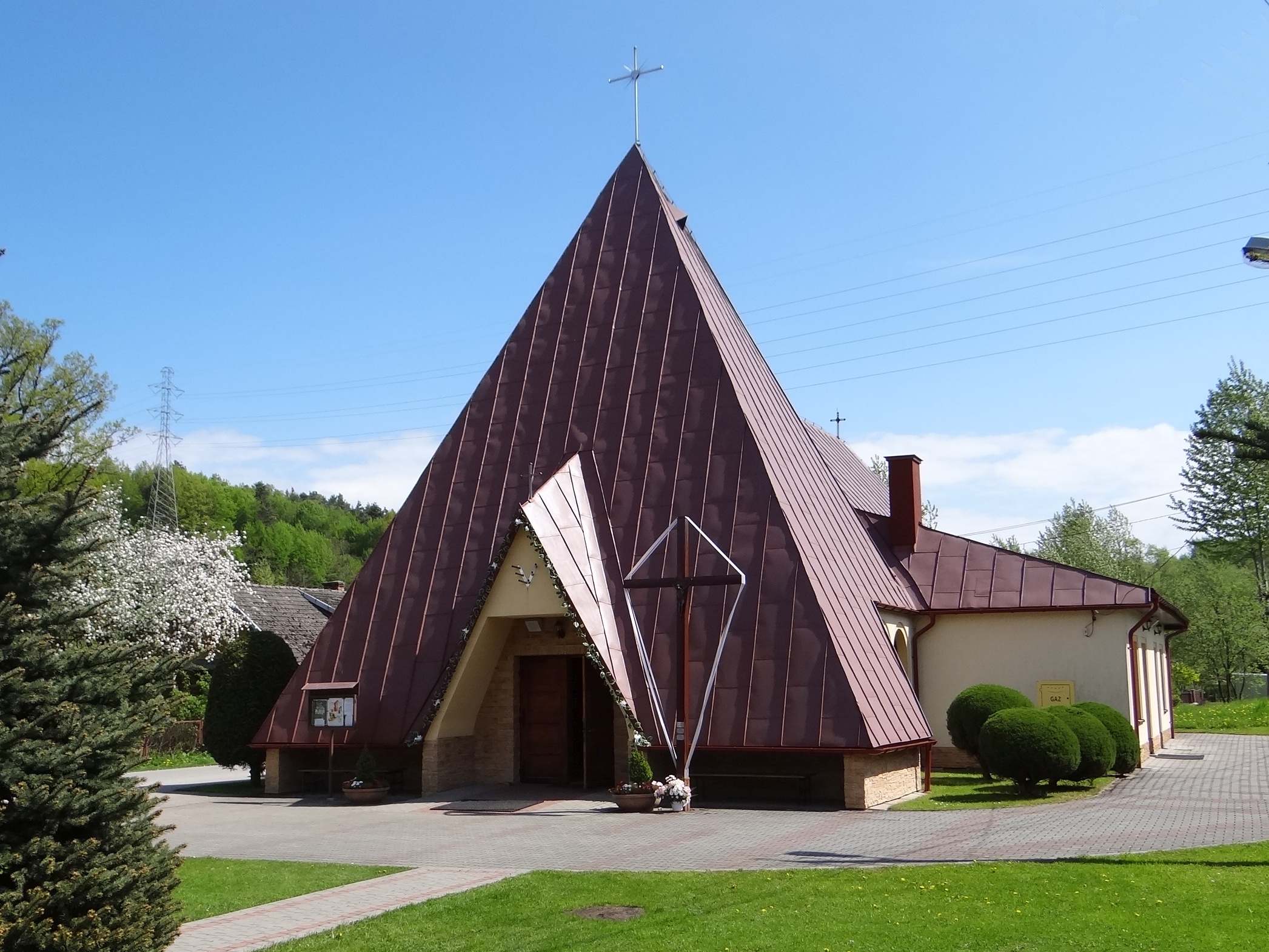
Kościół
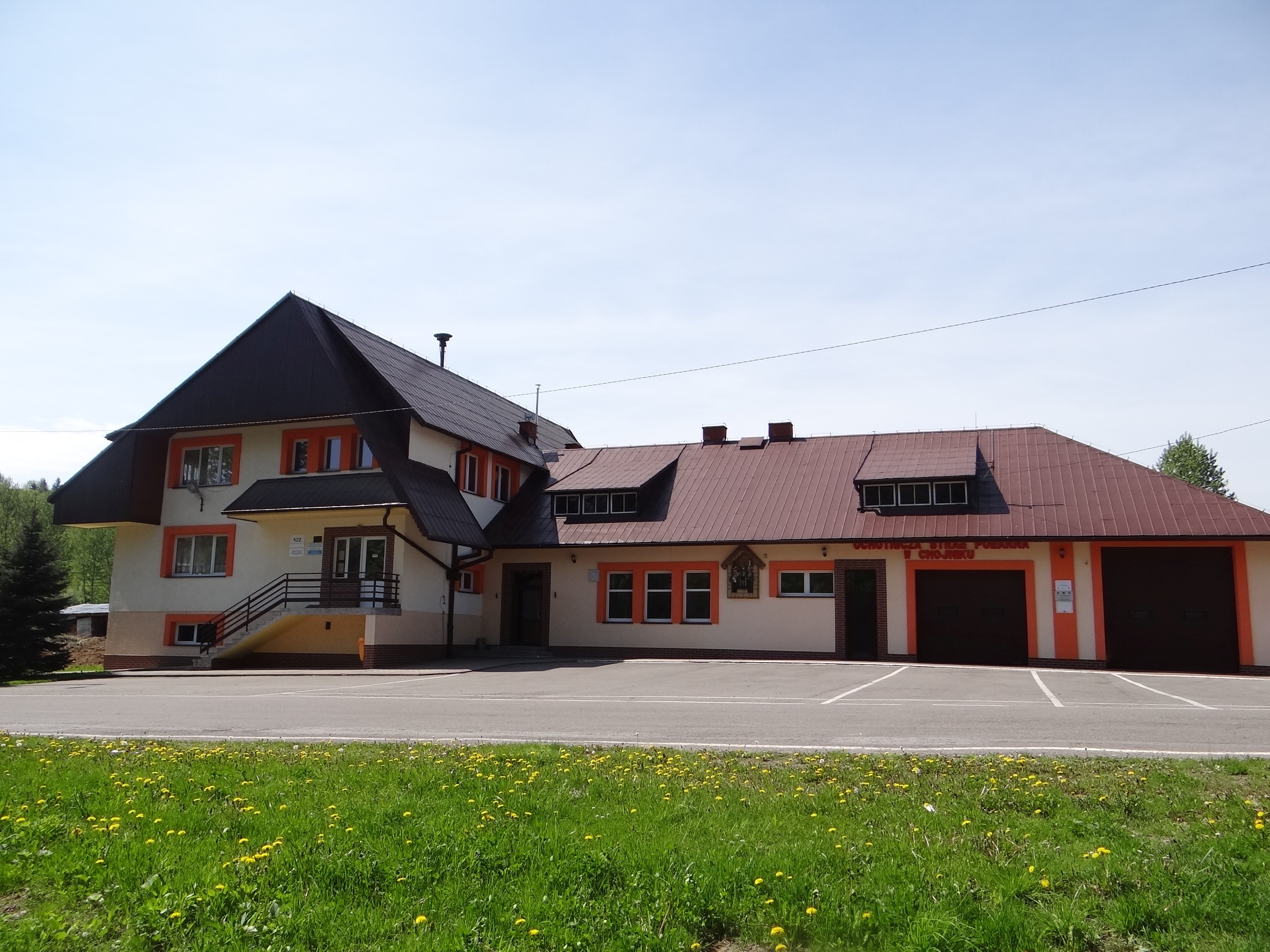
Remiza OSP i ośrodek zdrowia